# O Porteiro da Noite
Il portiere di notte (bra/prt: O Porteiro da Noite) é um filme italiano de 1974, do gênero drama (cinema), dirigido por Liliana Cavani.

## Sinopse
Treze anos após a Segunda Guerra Mundial, uma sobrevivente de um campo de concentração e seu torturador, atualmente um porteiro noturno de um hotel em Viena, encontram-se novamente e revivem o seu relacionamento sadomasoquista. Dirk Bogarde interpreta Maximilian Theo Aldorfer, o ex-oficial da polícia nazista, e Charlotte Rampling interpreta Lucia Atherton, a sobrevivente do campo de concentração.

## Elenco
- Dirk Bogarde .... Maximilian Theo Aldorfer
- Charlotte Rampling .... Lucia Atherton
- Philippe Leroy .... Klaus
- Gabriele Ferzetti .... Hans
- Giuseppe Addobbati .... Stumm
- Isa Miranda .... condessa Stein
- Nino Bignamini .... Adolph
- Marino Masé .... Atherton
- Amedeo Amodio .... Bert